# ميليسا دونجل
ميليسا دونجل (بالتركية: Melisa Döngel)‏ هي ممثلة وعارضة أزياء تركية ولدت في يوم 18 سبتمبر 1999 في إسطنبول لأب تركي وأم روسية الأصل. بدأت التمثيل في سنة 2014. ومثلت في مسلسل أليف في سنة 2014 ومسلسل الأزقة الخلفية في سنة 2016 ومسلسل حكايتنا في سنة 2018 ومسلسل الخائن في سنة 2021 ومسلسل انت اطرق بابي في سنة 2020-2021. و مسلسل خير الدين بربروس: مرسوم السلطان في سنة 2022-2023